# ダイニス・クラ
ダイニス・クラ（Dainis Kūla、1959年4月28日 - ）は、ソビエト連邦の陸上競技選手。1980年モスクワオリンピックの金メダリストである。ラトビア共和国トゥクムス出身。

## 経歴
クラは、やり投の選手で、1980年モスクワオリンピックの開催年の春先には90mを超える投てきを見せると、その後ベスト記録を92m06まで伸ばし、オリンピックでの有力候補に名乗りを上げる。オリンピックでは、この4月に96m23と4年ぶりに世界記録を更新したばかりのハンガリーのフェレンツ・パラギが優勝候補の最右翼と見られていた。
7月に開幕したモスクワオリンピックの決勝で、クラは最初の2投をファールし、後がなくなった。4投目以降に進むには、次の投てきで結果を残さなければならなかったが、大きな弧を描いた第3投は地面に突き刺さらずすべるように着地した。しかし、地元の大観衆の前、審判は白旗を揚げ有効の判定。88m88でトップに立つと、次の第4投で91m20とさらに距離を伸ばした。結局、ただ一人90mを超えたクラが、金メダルを獲得した。2位には同じソ連のアレクサンドル・マカロフが入り、パラギは10位という結果であった。
クラは、1983年の第1回世界選手権にも出場。85m58で2位のアメリカのトム・ペトラノフにわずか2cm及ばなかったが銅メダルを獲得した。
その後もクラは、数多くの大会に出場。ソビエト選手権では1982年から1984年まで3連覇。しかし、1984年ロサンゼルスオリンピックにはソ連のボイコットにより出場できなかった。1991年にラトビアがソ連から独立を果たすと1993年の世界選手権にはラトビア代表として出場。しかし、80mも超えることができず予選で敗退した。

## 主な実績
| 年   | 大会                         | 場所                       | 種目   | 結果      | 記録  |
| ---- | ---------------------------- | -------------------------- | ------ | --------- | ----- |
| 1980 | オリンピック                 | モスクワ(ソビエト連邦)     | やり投 | 1位       | 91m20 |
| 1981 | ユニバーシアード             | ブカレスト(ルーマニア)     | やり投 | 1位       | 89m52 |
| 1981 | IAAFワールドカップ           | ローマ(イタリア)           | やり投 | 1位       | 89m74 |
| 1982 | ヨーロッパ陸上競技選手権大会 | アテネ(ギリシャ)           | やり投 | 4位       | 87m84 |
| 1983 | ユニバーシアード             | エドモントン(カナダ)       | やり投 | 1位       | 87m80 |
| 1983 | 世界陸上競技選手権大会       | ヘルシンキ(フィンランド)   | やり投 | 3位       | 85m58 |
| 1993 | 世界陸上競技選手権大会       | シュトゥットガルト(ドイツ) | やり投 | 18位（h） | 73m18 |

- hは予選